# 琺瑯彩瓷孔雀圖碗
琺瑯彩瓷孔雀圖碗，是清朝雍正时期產自唐窯之作品，現藏於國立故宮博物院。
此碗高7公分，口徑15.1公分，碗口大，碗壁深，底部是平的，底下有一個矮矮的圈足。
此碗以白瓷為基底，外部以琺瑯繪製了孔雀、綬帶、喜鵲、海棠、竹石和玉蘭花。因為玉蘭和海棠的諧音是「玉堂」，而綬帶鳥代表長壽，孔雀是吉祥的象徵，喜鵲象徵喜悅，所以整個圖案就是代表「玉堂祝壽」。
碗的另一邊寫著唐朝詩人武元衡的《孔雀》中的兩句話：「動搖金翠尾，飛舞玉池陰」。最後用紅色畫出了三個印文，分別是「政化」、「昇平」和「盛世」，表達了這個碗所象徵的太平盛世的意思。碗裡面是素面的，底部用藍色寫著「雍正年製」兩行宋體字，還有兩個方框。